# Obertura Helios
L'Obertura Helios de Carl Nielsen, op. 17, és una obertura de concert que va ser interpretada per primera vegada per l'Orquestra Reial Danesa, dirigida per Johan Svendsen, el 8 d'octubre de 1903 a la sala gran de la Palau Odd Fellows de Copenhaguen.

## Visió general
A més de les seves conegudes sis simfonies, el compositor danès Carl Nielsen va escriure moltes obres orquestrals breus, una de les més famoses és l'Obertura Helios. El 1902, Nielsen va signar un contracte amb l'editor Wilhelm Hansen, que li va permetre anar a Atenes, Grècia, per unir-se a la seva dona Anne Marie Carl-Nielsen, que va ser un dels primers escultors autoritzats a fer còpies dels baixos relleus i estàtues al Museu de l'Acròpolis.
Anne Marie, que havia rebut el premi Ancker, estava estudiant art grec, mentre que Nielsen, essent un home de molts interessos, s'interessava per l'arqueologia. El conservatori local va posar una sala d'estudi amb un piano a disposició de Carl Nielsen. Aquí podia seure i compondre quan no feia excursions a les muntanyes dels voltants amb o sense Anne Marie. L'estada de Nielsen a Atenes li va inspirar una obra que representava la sortida i la posta del sol sobre el mar Egeu, una obertura que va anomenar Helios. Va començar a treballar-hi el març de 1903, i la va acabar el 23 d'abril del mateix any.
La partitura està escrita per a tres flautes, dos oboès, dos clarinets, dos fagots, quatre trompes, tres trompetes, tres trombons, tuba, timbales i cordes.
L'obra comença quan el sol puja sobre el mar Egeu, mentre les cordes, les trompes dividides i el vent-fusta toquen una melodia. Això aixeca de la foscor a l'orquestra completa, on les trompetes de fanfàrria comencen un tema lent, que torna més tard a la peça. A partir d'aquí els vents-fusta comencen una melodia graciosa, a partir de la qual sonen els metalls. Comencen a sonar les cordes, cosa que atrau l'orquestra a una repetició del tema lent i la seva fanfàrria. En els darrers compassos, la música s'apaga mentre el sol s'enfonsa sobre l'horitzó del mar. El temps mitjà d'execució és d'entre deu i dotze minuts.
Sobre la partitura, Nielsen va escriure:
| « | Silenci i foscor, El sol surt amb una alegre cançó de lloança, Vaga pel seu camí daurat i s'enfonsa tranquil·lament al mar. | » |

Després d'un viatge a Turquia, Carl i Anne Marie Nielsen van viatjar per Itàlia i van arribar a Copenhaguen a finals de juliol. L'Obertura Helios es va interpretar amb èxit a Copenhaguen el 8 d'octubre de 1903, sota la direcció de Johan Svendsen, tot i que les crítiques van ser mixtes. Carl Nielsen va interpretar Helios diverses vegades. El primer va ser en un concert nocturn dedicat a les seves composicions al Palau Odd Fellow l'11 de novembre de 1905 i l'última actuació va ser el 12 de febrer de 1930 a Göteborg, Suècia. També va tocar l'obertura a Hèlsinki, Estocolm i Berlín.
Com que és una gran peça d'orquestra, ha estat una de les obres més famoses de Nielsen des d'aleshores.

## Actuacions avui
A partir de la informació de la Carl Nielsen Society, l'Obertura Helios és actualment una de les obres més interpretades de Nielsen.